# Voddler
Voddler fue un proveedor de plataforma de vídeo bajo demanda (VOD) y una tecnología de streaming (OTT) a través de la Internet pública con sede en Estocolmo, Suecia que funcionó entre 2009 y 2018.
En los países escandinavos, Voddler fue principalmente conocido por el servicio VOD comercial llamado Voddler, lanzado en 2009. Como empresa, Voddler se fundó en el año 2005 y desarrolló su propia solución de streaming, llamado Vnet.  Vnet dependió de un sistema peer-to-peer (p2p), donde todos los usuarios contribuyeron al streaming de películas entre sí, pero, a diferencia de p2p tradicionales, Vnet tenía un administrador central que decidía qué usuario tenía acceso a qué película. Debido a esta excepción, Vnet fue referido como un "sistema de distribución p2p híbrido", "jardín p2p amurallado" o "p2p controlado". Además del servicio Voddler, la compañía Voddler también ofrecía Vnet como tecnología independiente para otras plataformas de streaming. El servicio Bollyvod, un servicio VOD global con contenido de Bollywood, construido por Voddler para la industria India, fue lanzado como un piloto en 2014.
En 2018, cerró por quiebra.

## Vnet, la tecnología de streaming de Voddler
La tecnología de streaming de Voddler, llamada Vnet por la empresa, es una solución peer-to-peer que entrega vídeos. Con el streaming p2p, las películas no se transmiten desde un servidor de red central o por una red de entrega de contenidos (CDN, content
delivery network en inglés), sino de otros usuarios que tienen partes de la película en sus unidades después de haberla visto antes. Este proceso comienza apenas que el usuario empieza a ver la película y continúa durante todo el tiempo hasta que termine. Esto permite una imagen perfecta. Después de que el espectador ha terminado de ver el vídeo, partes del archivo de vídeo se mantiene durante un tiempo en el dispositivo del usuario. Contenido popular, que es visto por muchos usuarios, permanece más tiempo en el dispositivo que contenido menos popular.
En comparación con el streaming basado por servidor, el streaming con p2p es más económico para el proveedor del servicio, al mismo tiempo que la distribución se hace más robusta y más fuerte con cada usuario adicional. Lo que distingue Vnet de p2p tradicional es que Vnet permite que un administrador mantenga el control sobre las películas que están en la red y que usuarios están permitidos a verlas. De este modo, la publicación en la red y el acceso a la red se controla central mente.
El cliente Vnet es una aplicación independiente que utiliza código propietario cerrado de Voddler y se ejecuta como servicio en el fondo.
Vnet es una solución patentada con 28 patentes en dos familias de patentes.

## El propio servicio de Voddler
El propio servicio Video-On-Demand (VOD) de Voddler,  accesible a través de navegadores web y aplicaciones en mercados seleccionados, permite a los usuarios registrados con una conexión de banda ancha, transmitir películas y programas de televisión a través de la Internet. El servicio se lanzó en versión beta en Suecia el 28 de octubre de 2009, en un principio sólo para clientes de Bredbandsbolaget. Después de haber exigido una invitación para el servicio durante los primeros meses, Voddler fue totalmente abierto en Suecia el 1 de julio de 2010 y poco después en Noruega, Dinamarca y Finlandia. El catálogo de contenidos fue inicialmente completamente gratuitos para los usuarios, ganando dinero a través de publicidad. El catálogo, sin embargo, se convirtió en una mezcla de películas gratis (ad-funded o AVOD).; películas de alquiler (pay-per-view o TVOD); películas que formaron parte de un paquete (de suscripción o SVOD); y títulos en venta (venta electrónica o EST). El catálogo contiene títulos principalmente de Hollywood y otros títulos estadounidenses junto con las películas escandinavas, principalmente suecas. Voddler construyó su catálogo a través de acuerdos de licencia con propietarios de contenidos como Warner Bros., Paramount, Sony y Disney, incluyendo filiales como Touchstone Pictures y Miramax Films.
Según la propia compañía, Voddler llegó a más de 1 millón de usuarios registrados en los países nórdicos. También abrió el servicio en España durante el año 2012. Para los usuarios españoles, el catálogo fue más limitado que en los países nórdicos.

## Reproductor y clientes de software
El primer cliente de reproducción de multimedia de Voddler hacia necesario una descarga separada y su interfaz de usuario gráfica de 10 pies fue diseñado principalmente para la televisión con un mando a distancia, en lugar de una interfaz de la computadora de escritorio. En marzo de 2010, Voddler actualizo la interfaz para permitir control desde el ratón y el teclado, tanto para selecciónar películas y para verlas en el reproductor de Voddler. Este primer mediaplayer se basó en código fuente de XBMC Media Center, de la licencia pública GNU (GPL), un software libre y de código abierto, que Voddler utiliza como su marco de aplicación para el reproductor de medios. Después de una polémica en 2010 sobre el código del reproductor de vídeo de Voddler (ver más adelante en "controversia GPL"), Voddler cambió el marco para su reproductor y desde entonces lo ha basado en Adobe Flash y Adobe Air, cuales no son de código abierto. Casi al mismo tiempo, Voddler también dejó de exigir una descarga independiente de su reproductor y en su lugar comenzó a usar un reproductor que fue integrado directamente en la página web. Este nuevo reproductor, al igual que el anterior, transmite desde la nube Vnet de Voddler.

## Unidades móviles
El 23 de junio de 2011, Voddler anunció que iba a lanzar una aplicación para Android. Posteriormente, Voddler también lanzó aplicaciones para iPhone, iPad, Windows Phone, Symbian y MeeGo. A partir de 2013, Voddler ha comenzado cada vez más a utilizar el streaming basado en el navegador en lugar de aplicaciones dedicadas para cada plataforma.

## Controversia GPL
Para su primer reproductor de vídeo, basado en el código fuente público de XBMC Media Center con licencia GNU (GPL), Voddler también desarrolló su propio módulo de cifrado, para proteger a las películas vistas por streaming a través del reproductor de copia o descargo no autorizado. El 24 de febrero de 2010, la empresa apago el servicio, después de haber sido hackeado por programadores anónimos. Los programadores habían recreado código que hizo posible que los usuarios podían guardar las películas por streaming a sus ordenadores. Este caso de uso violó los acuerdos de licencia que Voddler había firmado con los propietarios de contenido. Como motivación para su ataque, los programadores anónimos dijeron que Voddler, según el acuerdo a GPL, debería haber hecho público el código para el módulo de cifrado. Voddler afirmaron que habían cumplido con los requisitos de la GPL, algo que según el grupo anónimo era incorrecto, insistiendo que Voddler tenía que distribuir todo el código fuente de Voddler. Cuando Voddler reabrió su servicio el 8 de marzo de 2010, lo hizo con una nueva reproductor, ya no basada en XBMC. Dado que la protección de cifrado era esencial para Voddler, con el fin de mantener sus acuerdos de licencia de contenido, y que publicar el módulo de código era equivalente a la eliminación de la encriptación, Voddler optó por sustituir por completo al reproductor.

## La empresa
Voddler Sweden AB es una compañía privada con sede en Estocolmo, Suecia. La empresa fue fundada 2005 por Martin Alsen, Magnus Dalhamn y Mattias Bergström y mantuvo por un tiempo unas oficinas también en Palo Alto y Pekín. La compañía está respaldada financieramente por empresas de capital de riesgo como Deseven (Suecia) y Partners Cipio (Alemania). Otros inversores incluyen Nokia Growth Partners (Finlandia), Eqvitec (Finlandia ), y Elisa Oyj (una compañía de telecomunicaciones finlandesa). El CEO de la compañía desde 2009-2015 es Marcus Bäcklund.